# Ascidia dijmphniana
Ascidia dijmphniana är en sjöpungsart som beskrevs av Robert Templeton 1834. Ascidia dijmphniana ingår i släktet Ascidia och familjen Ascidiidae.
Artens utbredningsområde är Norra Ishavet. Inga underarter finns listade i Catalogue of Life.